# Nelson Michaud
Pour les articles homonymes, voir Michaud.
Nelson Michaud est juriste, historien et politicologue. Il est professeur titulaire et ancien directeur général (rectorat) d'établissement d'enseignement supérieur québécois, l'École nationale d'administration publique (ÉNAP), un établissement du réseau de l'Université du Québec, du 20 juin 2011 au 14 août 2017 . Il est membre du Barreau du Québec.

## Études
Bachelier en droit, titulaire d’une maîtrise en histoire politique canadienne et d'un doctorat en science politique de l'Université Laval. Il a également complété des études postdoctorales à la Dalhousie University et des études complémentaires de premier cycle à l'Université du Québec en Outaouais.

## Biographie
Originaire du Bas-St-Laurent, Nelson Michaud est né à La Pocatière. Il y a fait ses études au Collège de Sainte-Anne-de-la-Pocatière (148e cours) et au Cégep de La Pocatière/
Il a travaillé auprès de divers ministères fédéraux canadiens. Il a par la suite été chargé de cours à l'Université Laval, puis chercheur associé au Centre for Foreign Policy Studies à la Dalhousie University à Halifax au Canada. Il a intégré l'École nationale d'administration publique à Québec en 2000, à titre de professeur agrégé. Il y est directeur du Groupe d'étude, de recherche et de formation internationales (GERFI),. À la même époque, il fonde et prend la direction du Laboratoire d'étude sur les politiques publiques et la mondialisation (LEPPM),.
En 2006, il était nommé Directeur de l'enseignement et de la recherche à l'École nationale d'administration publique, poste qu'il a occupé jusqu'en juin 2011, alors qu'il y a été choisi comme directeur général. Ses mandats ont été marqués, notamment, par une importante impulsion à la recherche, des défis de restructuration, l’établissement d’un service aux étudiants, d’un bureau des diplômés et d’un service d’enseignement en ligne. Il a assuré le développement de nouveaux programmes dont un, spécifiquement destiné aux Premières nations.
Professionnellement, il a participé à des projets en Europe, en Afrique, au Brésil, au Viet-Nam, à Haïti et en Amérique latine. De plus, il a œuvré au sein de nombreux centres et réseaux de recherche canadiens et internationaux.
Auteur prolifique, il a publié plusieurs articles dans des revues arbitrées et ses textes ont aussi paru comme chapitres dans des ouvrages collectifs et comme articles encyclopédiques. Ses publications évaluées par les pairs ont retenu l’attention des spécialistes aussi bien en histoire, qu’en science politique et en droit.
Il intervient régulièrement à titre de conférencier et de commentateur scientifique au Québec, au Canada, aux États-Unis, ou en Europe et ses opinions et analyses ont été publiées dans divers quotidiens et magazines.
Il a siégé au conseil d'administration du Conseil de recherche en sciences humaines du Canada (CRSH) et au Comité de sélection du Forum sur la sécurité et la défense. Il a également siégé au conseil d'administration de la Société des relations internationales de Québec (SORIQ) et au Conseil d’administration de l’Institut de la Francophonie pour la gouvernance universitaire. Il a siégé puis présidé le conseil d'administration des Presses de l'Université du Québec. On le trouve présentement au conseil d'administration de la Fondation Paul-Gérin-Lajoie et il préside le conseil d'administration de Collaboration Santé internationale.

## Prix et distinctions
- Médaille commémorative du 125e anniversaire de la Confédération du Canada (1992)
- Prix d'excellence en recherche de l'ÉNAP (2004)[5]
- Prix d'excellence en recherche de l'Université du Québec (2005)[5]
- Prix Personnalité (Ancien de l'année), Collège de Sainte-Anne de la Pocatière (2011)[12],[13]
- Médaille commémorative du Jubilé de la Reine (2012)[14]

## Publications
Il a abondamment publié au Canada, en Europe et aux États-Unis, dont entre autres, les titres suivants:
- Michaud, Nelson, Giroux, Pierre et Chetaibi, Lahbib. "Les contrôles parlementaires de l’administration", in Beaulac, Stéphane (éd.) et Gaudreault-DesBiens, Jean-François (éd.). Droit administratif. Montréal, Lexis Nexis, 2019, p. 6-1-6-65. (JurisClasseur Québec. Collection Droit public). (Publié dans le fascicule 6 : Contrôle parlementaire)
- Michaud, Nelson. "L’incidence au Canada du jugement de la Cour suprême du Royaume-Uni", Le Devoir. (28 septembre 2019)
- Michaud, Nelson et Simard, Jean-François. Le défi de changer les choses : anthologie commentée des discours de Paul Gérin-Lajoie. Québec, Presses de l'Université du Québec, 2018, 507 p.. (Préface de Matthias Rioux).
- Michaud, Nelson (éd.). Secrets d'États? : les principes qui guident l'administration publique et ses enjeux contemporains. 2ème édition. Québec, Presses de l'Université du Québec, 2017, 985p.
- Mballa, Charlie Florent (éd.), Michaud, Nelson (éd.). La politique étrangère contemporaine en bons termes : guide lexical. Québec, Presses de l'Université du Québec, 2016, 109 p.
- Michaud, Nelson (éd.). 50 ans de construction des administrations publiques : regards croisés entre la France et le Québec. Québec, Presses de l'Université du Québec, 2016, 164 p.
- Mballa, Charlie Florent (éd.) et Michaud, Nelson (éd.). Nouvelle politique étrangère. Québec, Presses de l'Université du Québec, 2016, 245 p.
- MICHAUD, Nelson (éd.). Secrets d'États? : les principes qui guident l'administration publique et ses enjeux contemporains. Québec, Presses de l'Université Laval, 2011. 778 p. (JL 75 S446 2011, Québec/Montréal)
- HENSEL, Howard M. et MICHAUD, Nelson (éd.). Global Media Perspectives on the Crisis in Panama.  Farnham, Angl. / Burlington, VT, Ashgate, 2011. 299 p. (F 1567 G562 2011, Québec/Montréal)
- MICHAUD, Nelson (éd.). Droite et démocratie au Québec : enjeux et paradoxes. Québec, Presses de l'Université Laval, 2007. 207 p. (Prisme). (JC 573.2 C2 D784 2007)
- MICHAUD, Nelson, JAMES, Patrick et O'REILLY, Marc J. (éd.). Handbook of Canadian Foreign Policy. Lanham, Lexington Books, 2006. 607 p. (F 1029 .H236 2006)
- MICHAUD, Nelson et NOSSAL, Kim Richard (éd.). Diplomatic Departures : The Conservative Era in Canadian Foreign Policy, 1984-1993. Vancouver, UBC Press, 2001. 326 p. (FC 630 .D596 2001)
- MICHAUD, Nelson. L'enigme du Sphinx : regards sur la vie politique d'un nationaliste (1910-1926). Sainte-Foy, Presses de l'Université Laval, 1998. 267 p.
- MICHAUD, Nelson. Praxis de la science politique : une porte ouverte sur les méthodes, les champs et les approches de la discipline. Sainte-Foy, Presses de l'Université Laval, 1997. 245 p. (JA 67 .M622 1997)
- MICHAUD, Nelson, CARON, Adrien et HÉBERT, Yves. De Canada en Acadie : le Grand-Portage. La Pocatière, Société historique de la Côte-du-Sud, 1980. 119 p. (Cahiers d'histoire ; 15).